# Pedro Vargas
Pedro Vargas Mata, nato Pedro Cruz Mata, meglio conosciuto come Pedro Vargas, (San Miguel de Allende, 29 aprile 1906 – Città del Messico, 30 ottobre 1989), è stato un tenore e attore messicano, appartenente alla cosiddetta Età dell'Oro del cinema messicano.
Nonostante la sua preparazione operistica, si dedicò al canto popolare, ottenendo riconoscimenti internazionali, oltre ad essere uno dei principali interpreti di Agustín Lara. Era conosciuto con i soprannomi di «L'usignolo delle Americhe», «Il tenore continentale» e «Il samurai della canzone». Come attore fece parte dell'Età d'oro del cinema messicano e partecipò a più di 70 film.

## Biografia

### Primi anni
Era il secondo dei dodici figli di José Cruz Vargas e Rita Mata, una coppia di umili contadini. All'età di sette anni cantava nel coro della chiesa della sua città, il maestro del coro fu il primo a riconoscere il suo talento e a dargli lezioni di canto.
Nel 1920, all'età di 14 anni, arrivò a Città del Messico e subito iniziò a cantare nei cori di diverse chiese e ad offrirsi per delle serenate. Fu nel Colegio Francés de La Salle dove, dopo averlo ascoltato, gli fu offerta una borsa di studio per completare la scuola superiore, le lezioni di piano ed il solfeggio. Rimase nella scuola fino a quando non ebbe finito il liceo. In seguito il maestro José Pierson gli avrebbe anche offerto gratuitamente l'alloggio e lezioni di tecnica vocale. Mentre si trovava lì incontrò Jorge Negrete, Alfonso Ortiz Tirado e Juan Arvizu. José Mojica lo raccomandò più tardi ad Alejandro Cuevas; l'insegnante, dopo averlo ascoltato, si offrì di dargli lezioni gratuitamente.

### Carriera
Ebbe l'opportunità di partecipare all'opera Cavalleria rusticana il 22 gennaio 1928, su raccomandazione del maestro Jose Pierson al Teatro Esperanza Iris. Ricevette l'offerta di viaggiare in una tournée con l'Orquesta Típica di Miguel Lerdo de Tejada (ora Orquesta Típica di Città del Messico) negli Stati Uniti, come cantante di musica popolare, che accettò. Nella sua prima visita a Buenos Aires registrò per l'etichetta RCA Victor due canzoni delle sue: Porteñita mía e Me fui, con l'accompagnamento musicale del pianista José Agüeros e del violinista Elvino Vardaro. Il 12 settembre 1931 sposò María Teresa Campos Jáuregui, originaria di una famiglia di Querétaro, un matrimonio che durò fino alla morte dell'artista e dal quale vennero i suoi quattro figli. Fu uno degli interpreti migliori e di maggior successo del compositore Agustín Lara, così come di molti altri compositori di tutta l'America latina, che gli permisero di viaggiare attraverso diversi paesi di questo continente, principalmente Argentina, Colombia, Perù e Venezuela. Con un vasto repertorio che comprendeva canzoni liriche come "Jinetes en el Cielo, canzoni rancheras come Allá en el Rancho Grande, bolero come Obsesión, cantate a due voci con Beny Moré e temi nostalgici come Alfonsina y el mar, Pedro Vargas ricevette dal pubblico la qualifica "Usignolo delle Americhe".

### Morte
Pedro Vargas morì per complicazioni del diabete durante il sonno, a seguito di un arresto respiratorio, il 30 ottobre 1989, a Città del Messico, all'età di 83 anni.

## Onorificenze
Tra gli altri riconoscimenti ricevette:
- Ordine di Isabella la Cattolica
- Ordine di Malta
- Mister Amigo
- Cittadino onorario del Texas
- Ordine Cruzeiro Do Sul (Brasile, ottobre 1944)
- Ordine Carlos Manuel de Céspedes (Cuba, marzo 1955)
- Ordine Vasco Núñez de Balboa (Panama, agosto 1966)
- Ordine di Mayo Ufficiale (Argentina, ottobre 1978)
- Ordine Francisco Miranda (Venezuela, ottobre 1978)
- Onorificenza della OEA (Washington D.C., Stati Uniti, settembre 1981)
- Premio Tributo Golden Eagle Award (Los Angeles, California, giugno 1983)
- Ordine Carlos Manuel de Céspedes

## Discografia parziale
Di seguito c'è parte della vasta discografia dell'artista. I dischi a 78 giri precedenti il 1952 non sono elencati perché non erano catalogati. Alcuni di questi album sono attualmente fuori catalogo e solo alcuni numeri sono in raccolte fatte dopo la sua morte.

### Discografia originale
| Anno di pubblicazione | Titolo                                                   | Etichetta                         |
| 1949                  | Felices Pascuas                                          | RCA Victor (EE.UU.)               |
| 1951                  | El Tenor Continental                                     | RCA Victor Mexicana               |
| 1951                  | Pedro Vargas Canta Canciones De Agustin Lara             | RCA Victor Mexicana               |
| 1952                  | Pedro Vargas Canta Canciones Americanas                  | RCA Victor Mexicana               |
| 1953                  | Pedro Vargas Canta                                       | RCA Victor (EE.UU.)               |
| 1956                  | Pedro Vargas Sings                                       | RCA Victor (EE.UU.)               |
| 1957                  | Viva Vargas                                              | RCA Victor (EE.UU.)               |
| 1957                  | Vargas Sings Songs by Matamoros                          | RCA Victor (EE.UU.)               |
| 1958                  | Canta Música Ranchera                                    | RCA Victor Mexicana               |
| 1958                  | Felices Pascuas                                          | RCA Victor (EE.UU.)               |
| 1964                  | Canciones que estrené                                    | RCA Victor Mexicana               |
| 1967                  | Boleros rancheros con Pedro Vargas                       | RCA Victor Mexicana               |
| 1970                  | Así es mi tierra                                         | RCA (México)                      |
| 1973                  | Somos Novios                                             | RCA (México)                      |
| 1975                  | El Rey                                                   | RCA (México)                      |
| 1976                  | Ahora                                                    | RCA (México)                      |
| 1978                  | 50 Aniversario 1928-1978                                 | RCA (México)                      |
| 1980                  | Pedro Vargas Canta a la Guadalupana                      | RCA (México)                      |
| 1983                  | Vida...Pedro Vargas y las canciones de Armando Manzanero | RCA (México)                      |
| 1985                  | Gracias a la vida                                        | RCA (México)                      |
| 1985                  | Grande, grande, grande Don Pedro Vargas                  | RCA Ariola Internacional (México) |

### Raccolte e ripubblicazioni
| Anno di pubblicazione | Titolo                                                   | Etichetta                  |
| 1961                  | Recordando Grandes Éxitos de Norteamérica                | RCA Victor Mexicana        |
| 1961                  | Pedro Vargas con sus amigos                              | RCA Victor Mexicana        |
| 1987                  | Pedro Vargas: Las primeras grabaciones 1928-1935         | AMEF (México)              |
| 1995                  | El Tenor de las Américas, Pedro Vargas en Cuba           | BMG Music (EE.UU.)         |
| 2001                  | Lo mejor de Pedro Vargas: 40 temas originales            | Sony US Latin (EE.UU.)     |
| 2002                  | Pedro Vargas: Colección RCA, 100 años de música (2CDs)   | BMG Entertainment (México) |
| 2013                  | Pedro Vargas: 80 Aniversario                             | Warner Music (México)      |
| 2013                  | A la Guadalupana                                         | Sony Music (México)        |
| 2013                  | Vida...Pedro Vargas y las canciones de Armando Manzanero | Sony Music (México)        |

| Note discografia                                           |
| ---------------------------------------------------------- |
| 1. 2. 3. 4. 5. 6. 7. 8. 9. 10. 11. 12. 13. 14. 15. 16. 17. |

## Filmografia
- Una mariposa en la noche (1977) (voce)
- Muy agradecido (1975) TV
- Volver (1969)
- Retablos de la Guadalupana (1967)... Retablos del Tepeyac (Messico)
- La duquesa (1966) TV
- Cucurrucucú Paloma (1965)
- El estudio Raleigh (1964) TV
- Cri Cri el grillito cantor (1963) (voce)
- El hombre de papel (1963) (voce)... The Paper Man (internazionale: titolo in inglese)
- Domingos Herdez (1962) TV
- México lindo y querido (1961)... Beautiful and Beloved Mexico (internazionale: titolo in inglese)
- Tres angelitos negros (1960)
- Cada quien su música (1959)
- Melodías inolvidables (1959).... Cantante
- Flor de canela (1959)
- La vida de Agustín Lara (1959)
- El estudio de Pedro Vargas (1959) TV
- Bolero inmortal (1958)
- Locos por la televisión (1958)
- La máscara de carne (1958)
- Música en la noche (1958)
- Música y dinero (1958)
- Cuando México canta (1958)
- Locura musical (1958)
- La feria de San Marcos (1958)
- Los tres bohemios (1957)
- La virtud desnuda (1957)
- Las manzanas de Dorotea (1957)
- Los chiflados del rock and roll (1957)
- Teatro del crimen (1957)
- Max Factor, las estrellas y usted (1957) TV
- Bodas de oro (1956)... Golden Anniversaries (internazionale: titolo in inglese)
- Pensión de artistas (1956)
- Besos prohibidos (1956)... Amor constante (Messico)
- Una movida chueca (1956)
- Espaldas mojadas (1955).... Worker (internazionale: titolo in inglese)
- De ranchero a empresario (1954)
- Reportaje (1953).... Pedro, cantante desempleado
- Carne de horca (1953).... Mocuelo... Sierra Morena (Italia: titolo al festival di Venezia)...  Il terrore dell'Andalusia (Italia)
- Nadie muere dos veces (1953)
- Piel canela (1953)
- Caribeña (1953)
- Tu recuerdo y yo (1953)
- Sí... mi vida (1953)
- Había una vez un marido (1953)
- Ni pobres ni ricos (1953)
- Tío de mi vida (1952)
- Rostros olvidados (1952).... Cantante
- Por qué peca la mujer (1952)
- La noche es nuestra (1952)
- Hay un niño en su futuro (1952)
- Víctimas del divorcio (1952)
- Del can-can al mambo (1951)
- Burlada (1951).... Pedro
- La marquesa del barrio (1951).... Pedro Vargas/Cantante
- A La Habana me voy (1951)
- Pecado de ser pobre (1950)
- Aventurera (1950).... Cantante
- También de dolor se canta (1950)
- La mujer que yo amé (1950)
- Perdida (1950)
- Pobre corazón (1950)
- Mujeres en mi vida (1950)
- Yo quiero ser mala (1950)
- El abandonado (1949)
- Un pecado por mes (1949)
- Ojos de juventud (1948)
- Revancha (1948)
- Ahí vienen los Mendoza (1948)
- Yo maté a Rosita Alvírez (1947)
- La morena de mi copla (1946)
- Hotel de verano (1944)... Summer Hotel (internazionale: titolo in inglese)
- Fantasía ranchera (1943)
- Soy puro mexicano (1942)... I'm a Real Mexican (USA: titolo in inglese)
- Caballería del imperio (1942).... Singer... Imperial Cavalry (Regno Unito: titolo in inglese)
- Cándida millonaria (1941)... Candida, Millionairess (internazionale: titolo in inglese)
- Laranja-da-China (1940)
- Canto a mi tierra (1938)... México canta (México)
- Hambre (1938)
- Los chicos de la prensa (1937)... The Newspaper Boys (USA: titolo in inglese)

## Artisti correlati
- Agustín Lara
- Alfonso Ortiz Tirado
- Jorge Negrete
- José Mojica
- Julio Iglesias
- Libertad Lamarque
- Pedro Infante
- Pandora